# ديلاند
ديلاند (بالإنجليزية: DeLand)‏ هي مدينة أمريكية تقع في ولاية فلوريدا. ويبلغ عدد سكانها 27031 نسمة حسب إحصاء سنة 2010 م 27031.

## أعلام
- جورج واشنطن مورس
- بوب برايس
- إد هيكوكس
- موريس ستار
- فيكتور نونيز
- ستيفن جورينو
- توماس فريدريك كرين
- برادي كويل
- إرنست كادمان كولويل
- إسحاق كلينتون كلاين